# Magyarország a 2014-es junior atlétikai világbajnokságon
Magyarország az amerikai Eugene-ben megrendezett 2014-es junior atlétikai világbajnokság egyik részt vevő nemzete volt, 20 sportolóval képviseltette magát.

## Érmesek
| Érem      | Versenyző     | Versenyszám   | Dátum      |
| --------- | ------------- | ------------- | ---------- |
| Ezüstérem | Gyurátz Réka  | Kalapácsvetés | július 23. |
| Ezüstérem | Pásztor Bence | Kalapácsvetés | július 25. |

## Eredmények

### Férfi
| Versenyző        | Versenyszám        | Előfutam | Előfutam | Előfutam | Elődöntő | Elődöntő | Elődöntő | Döntő    | Döntő    |
| Versenyző        | Versenyszám        | Idő      | Hely.    | Össz.    | Idő      | Hely.    | Össz.    | Idő      | Helyezés |
| ---------------- | ------------------ | -------- | -------- | -------- | -------- | -------- | -------- | -------- | -------- |
| Móricz Bálint    | 200 m              | 21,41    | 5.       | 27.      | kiesett  | kiesett  | kiesett  | kiesett  | kiesett  |
| Móricz Bálint    | 400 m              | 47,66    | 4.       | 23.      | kiesett  | kiesett  | kiesett  | kiesett  | kiesett  |
| Kiss Gergő       | 800 m              | 1:52,73  | 8.       | 41.      | kiesett  | kiesett  | kiesett  | kiesett  | kiesett  |
| Szögi István     | 10 000 m           |          |          |          |          |          |          | 30:15,93 | 13.      |
| Szűcs Valdó      | 110 m gát          | 13,66    | 2.       | 9.       | 13,93    | 4.       | 14.      | kiesett  | kiesett  |
| Rády Zoltán      | 400 m gát          | 54,05    | 7.       | 40.      | kiesett  | kiesett  | kiesett  | kiesett  | kiesett  |
| Venyercsán Bence | 10 000 m gyaloglás |          |          |          |          |          |          | 43:25,62 | 21.      |
| Bagdány Tomasz   | 10 000 m gyaloglás |          |          |          |          |          |          | 43:53,13 | 25.      |

| Versenyző           | Versenyszám   | Selejtező | Selejtező | Selejtező | Döntő    | Döntő     |
| Versenyző           | Versenyszám   | Eredmény  | Hely.     | Össz.     | Eredmény | Helyezés  |
| ------------------- | ------------- | --------- | --------- | --------- | -------- | --------- |
| Pásztor Bence       | Kalapácsvetés | 79,26 m   | 1.        | 1.        | 79,99 m  | Ezüstérem |
| Halász Bence        | Kalapácsvetés | 71,95 m   | 7.        | 14.       | kiesett  | kiesett   |
| Rivasz-Tóth Norbert | Gerelyhajítás | 66,02 m   | 8.        | 15.       | kiesett  | kiesett   |

### Női
| Versenyző    | Versenyszám        | Előfutam | Előfutam | Előfutam | Elődöntő | Elődöntő | Elődöntő | Döntő    | Döntő    |
| Versenyző    | Versenyszám        | Idő      | Hely.    | Össz.    | Idő      | Hely.    | Össz.    | Idő      | Helyezés |
| ------------ | ------------------ | -------- | -------- | -------- | -------- | -------- | -------- | -------- | -------- |
| Guba Liliána | 200 m              | 24,26    | 3.       | 23.      | 24,11    | 6.       | 17.      | kiesett  | kiesett  |
| Kozák Luca   | 100 m gát          | 13,72    | 4.       | 17.      | 13,58    | 5.       | 15.      | kiesett  | kiesett  |
| Répási Petra | 100 m gát          | 19,20    | 7.       | 37.      | kiesett  | kiesett  | kiesett  | kiesett  | kiesett  |
| Récsei Rita  | 10 000 m gyaloglás |          |          |          |          |          |          | 50:31,88 | 29.      |

| Versenyző        | Versenyszám   | Selejtező  | Selejtező  | Selejtező  | Döntő    | Döntő     |
| Versenyző        | Versenyszám   | Eredmény   | Hely.      | Össz.      | Eredmény | Helyezés  |
| ---------------- | ------------- | ---------- | ---------- | ---------- | -------- | --------- |
| Luterán Petra    | Magasugrás    | 1,75 m     | 13.        | 27.        | kiesett  | kiesett   |
| Bajnok Eszter    | Hármasugrás   | 12,48 m    | 15.        | 26.        | kiesett  | kiesett   |
| Bácskay Zsófia   | Diszkoszvetés | nem indult | nem indult | nem indult | kiesett  | kiesett   |
| Gyurátz Réka     | Diszkoszvetés | 42,70 m    | 14.        | 29.        | kiesett  | kiesett   |
| Gyurátz Réka     | Kalapácsvetés | 63,73 m    | 1.         | 2.         | 64,68 m  | Ezüstérem |
| Bácskay Zsófia   | Kalapácsvetés | 60,74 m    | 4.         | 8.         | 62,51 m  | 7.        |
| Muravcsik Angéla | Gerelyhajítás | 48,29 m    | 12.        | 20.        | kiesett  | kiesett   |
| Szilágyi Réka    | Gerelyhajítás | 49,29 m    | 8.         | 18.        | kiesett  | kiesett   |